# Aethionema thomasianum
Aethionema thomasianum är en korsblommig växtart som beskrevs av Jacques Étienne Gay. Aethionema thomasianum ingår i släktet Aethionema och familjen korsblommiga växter. Inga underarter finns listade i Catalogue of Life.